# Karl-Heinz Henrichs
Karl-Heinz Henrichs, född den 1 juli 1942 i Schermbeck, död den 3 april 2008 i Bocholt, var en tysk velodromcyklist som tog guld i lagförföljelse vid de Olympiska sommarspelen 1964 i Tokyo samt silver i lagförföljelse vid de Olympiska sommarspelen 1968 i Mexico City.